# فيتينا
فيتينا (Βυτίνα) هي مدينة في أركاديا في مقاطعة كينتريكي إلادا في اليونان.
يبلغ عدد سكانها حوالي 787 نسمة.